# Club Deportivo Miguelturreño
Club Deportivo Miguelturreño es un equipo de fútbol español localizado en Miguelturra, Castilla-La Mancha. Fundado en 1975, actualmente milita en Preferente C. La mancha (2024-25), Disputa sus partidos como local en el Estadio Municipal, con una capacidad de 1000 espectadores.

## Temporadas
| Temporada | Categoría | División      | Posición | Copa del Rey |
| --------- | --------- | ------------- | -------- | ------------ |
| 1975–06   | 5         | Regional      | —        |              |
| 2006/07   | 4         | 3ª            | 15.°     |              |
| 2007/08   | 4         | 3ª            | 19.°     |              |
| 2008/09   | 5         | 1ª Aut. Pref. | 4.°      |              |
| 2009/10   | 5         | 1ª Aut. Pref. | 5.°      |              |
| 2010/11   | 5         | 1ª Aut. Pref. | 13.°     |              |
| 2011/12   | 5         | 1ª Aut. Pref. | 14.°     |              |
| 2012/13   | 5         | 1ª Aut. Pref. | 13.°     |              |
| 2013/14   | 5         | 1ª Aut. Pref. | 12.°     |              |
| 2014/15   | 5         | 1ª Aut. Pref. | 10.°     |              |
| 2015/16   | 5         | 1ª Aut. Pref. | 7.°      |              |
| 2016/17   | 5         | 1ª Aut. Pref. | 2.°      |              |
| 2017/18   | 4         | 3ª            | 20.°     |              |
| 2018/19   | 5         | 1ª Aut. Pref. | 6.°      |              |
| 2019/20   | 5         | 1ª Aut. Pref. | 6.°      |              |

- 3 temporadas en Tercera División